# Vogelpark Turnersee
Koordinaten: 46° 34′ 54,8″ N, 14° 33′ 42,5″ O
Der Vogelpark Turnersee ist ein Vogelpark im Ortsteil Sankt Primus der Gemeinde Sankt Kanzian am Klopeiner See in Kärnten, Österreich.

## Park
Der 1982 in ruhiger Lage eröffnete Vogelpark wird von Emanuel Zupanc geleitet, dessen Vater in den 1950er Jahren mit der privaten Haltung weniger Wildvögel begonnen hatte. 1998 wurde die Anlage um einen Streichelzoo erweitert. Außerdem gibt es einen Erlebnis-Kinderspielplatz und ein Buffet. Das Areal umfasst mittlerweile rund 20.000 m². Mit etwa 1.000 nachgezüchteten Vögeln aus 340 Arten ist er der größte und artenreichste Vogelpark Österreichs. Mit der parkeigenen Aufzuchtstation wird das Prinzip verfolgt, keine aus der Natur entnommenen Tiere zu halten. Der Park ist im Sommerhalbjahr für Besucher geöffnet.

## Galerie

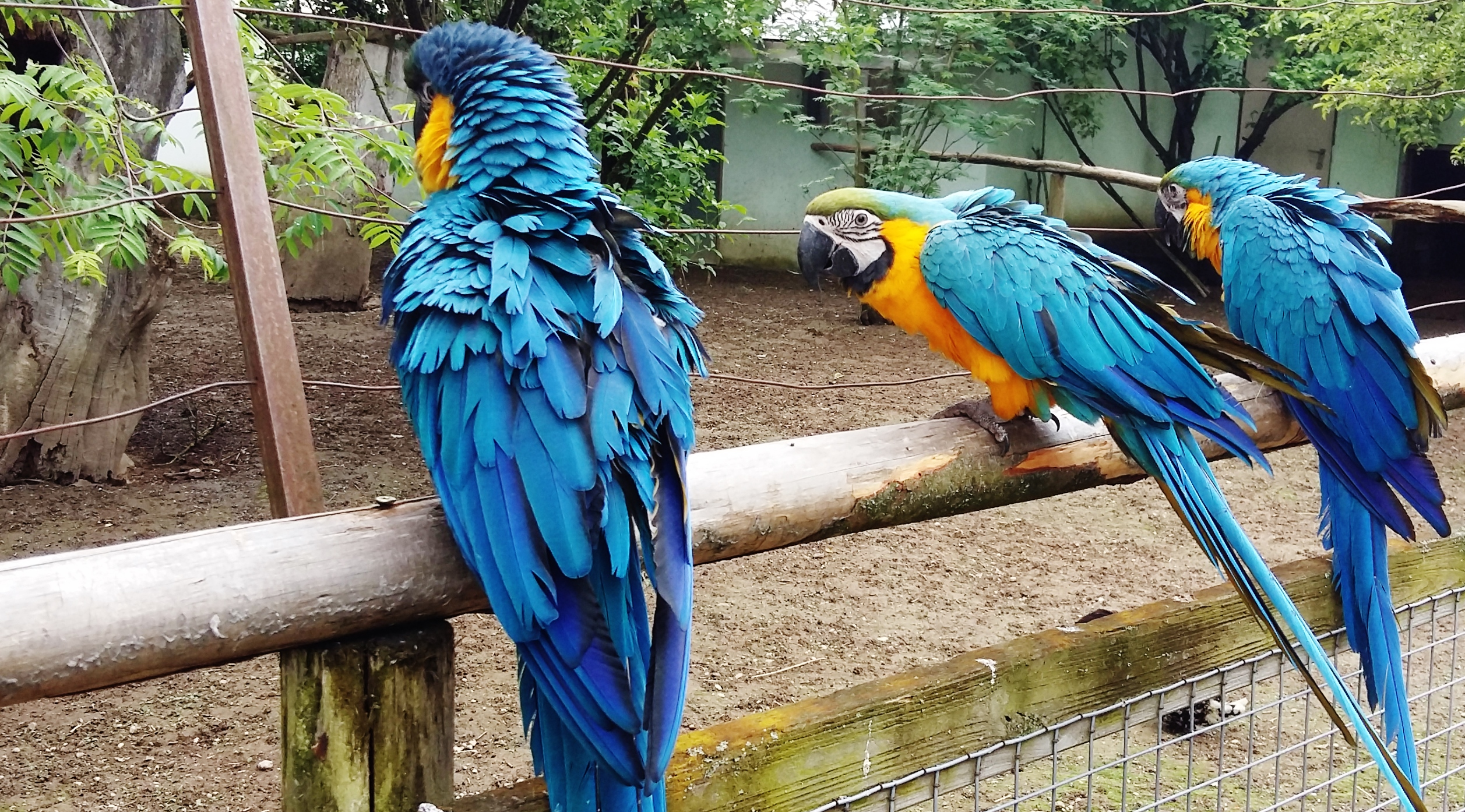
Zahme Gelbbrustaras
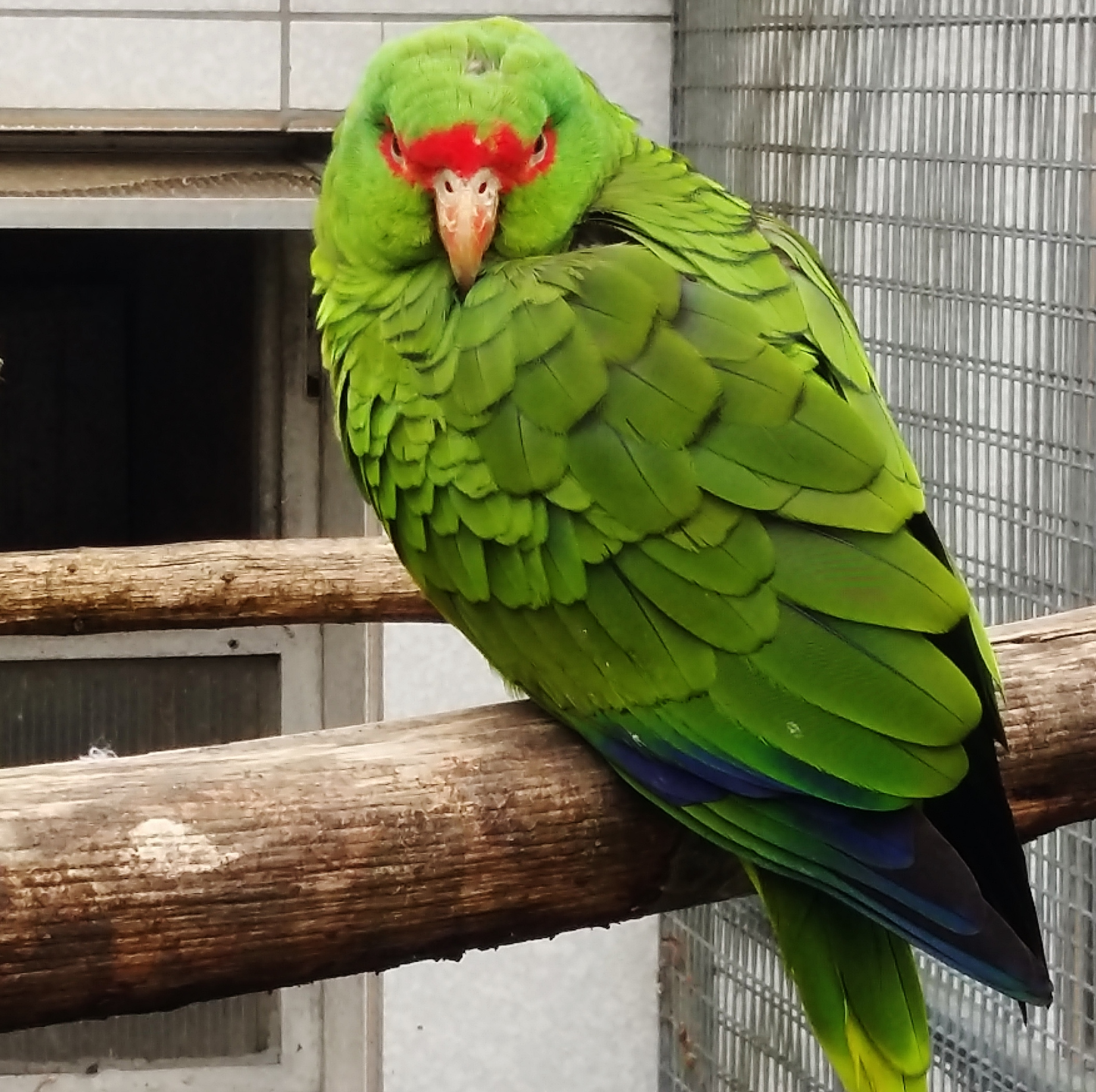
Prachtamazone
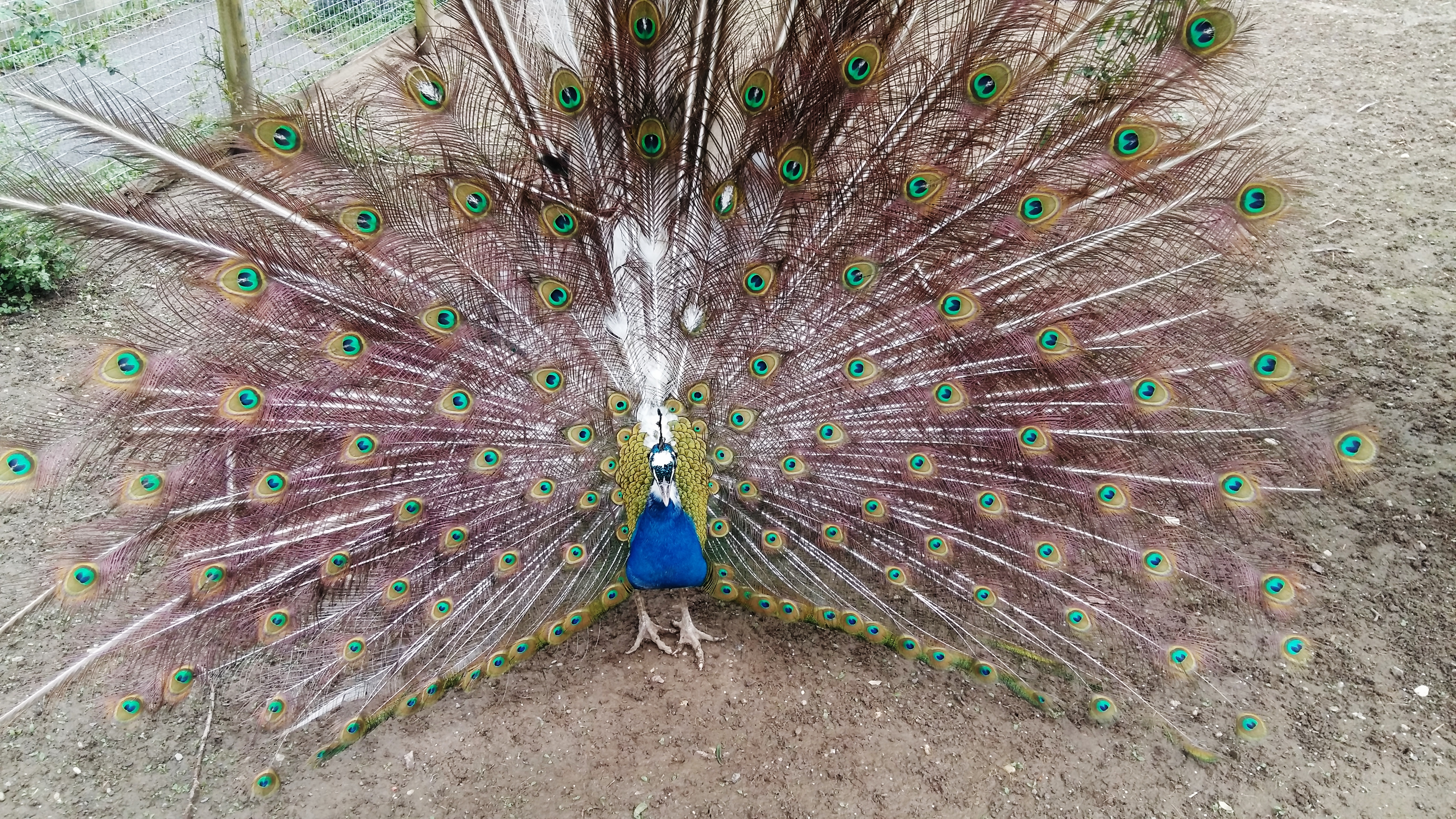
Pfau
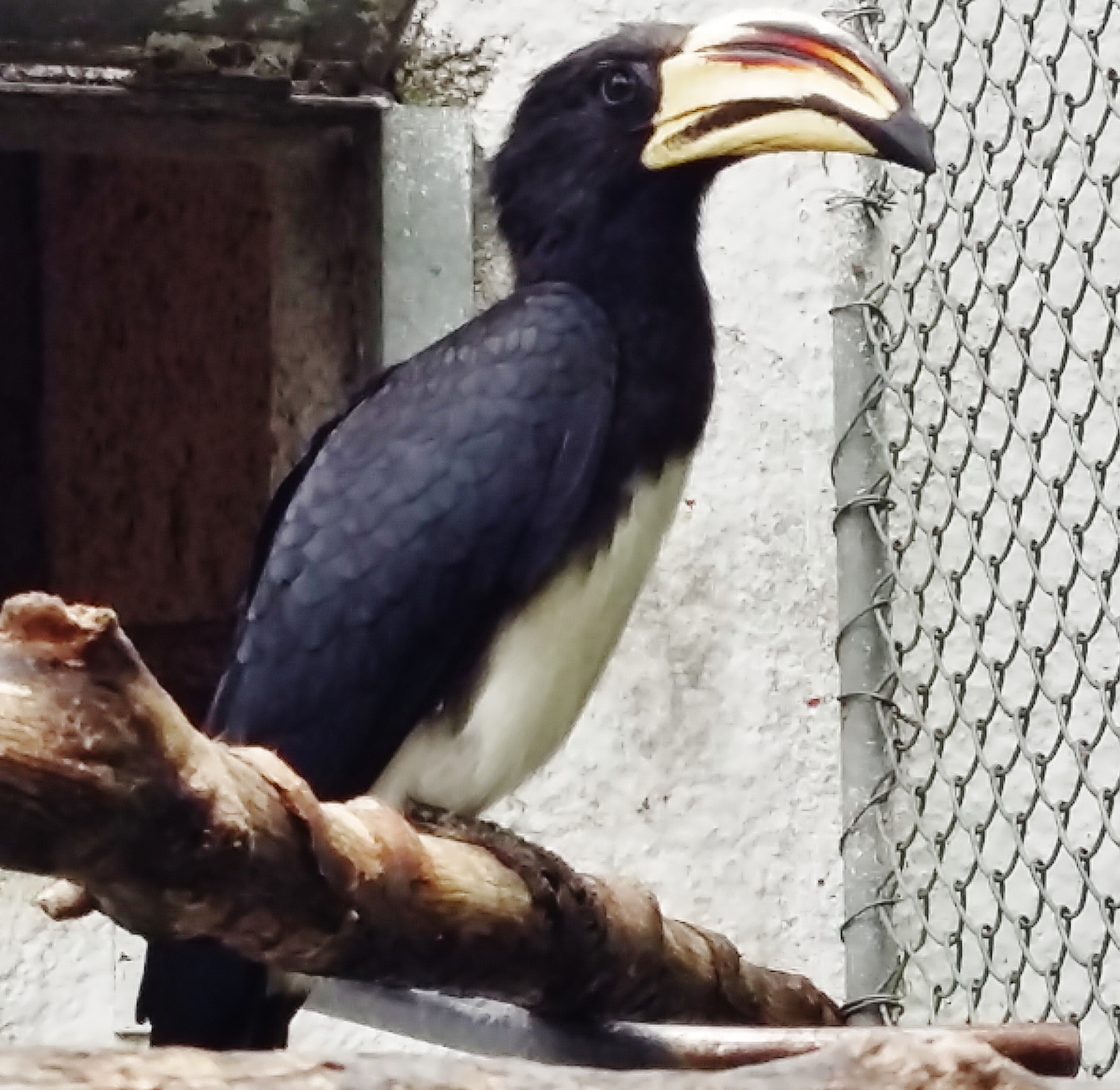
Elstertoko
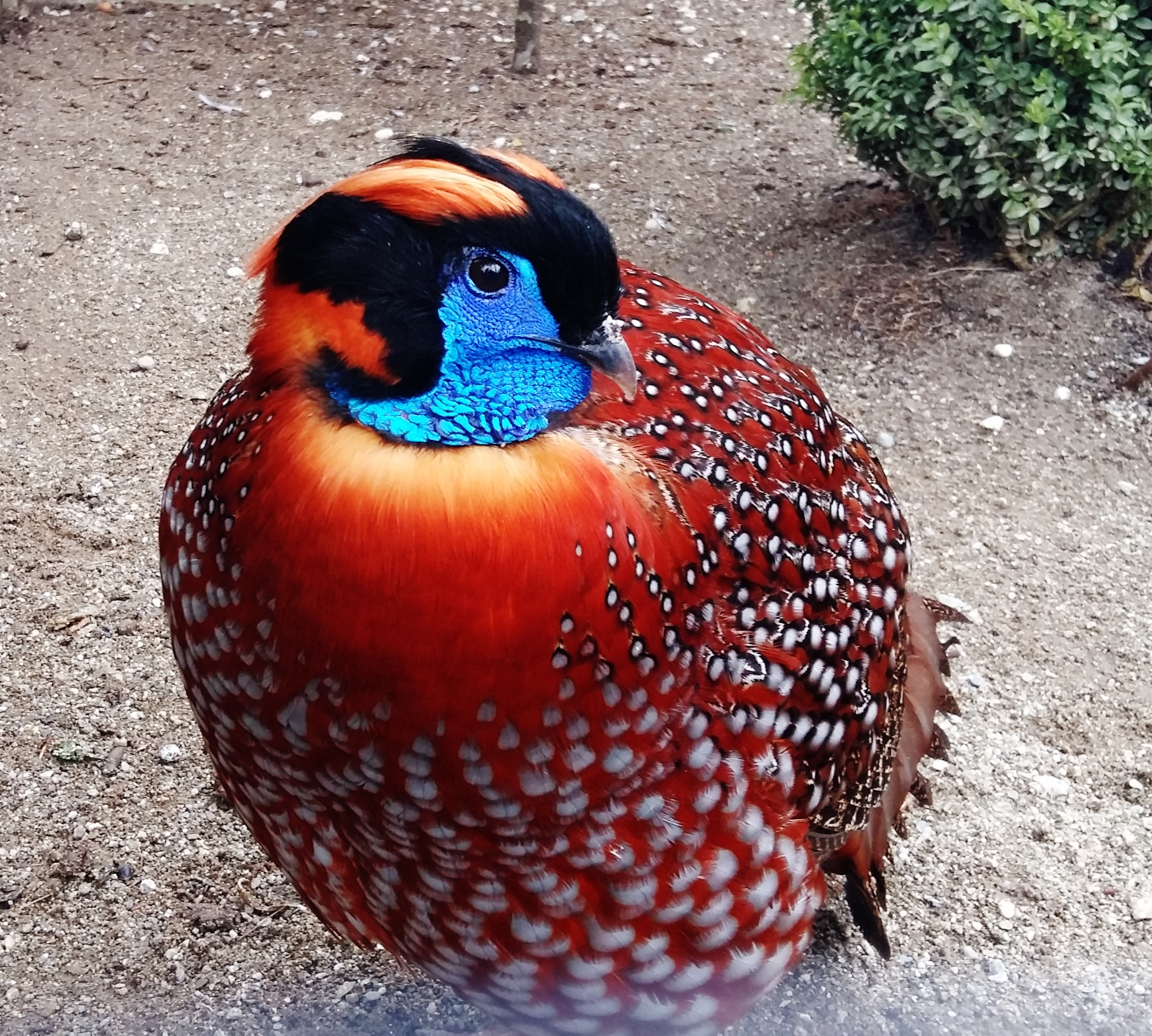
Temmincktragopan
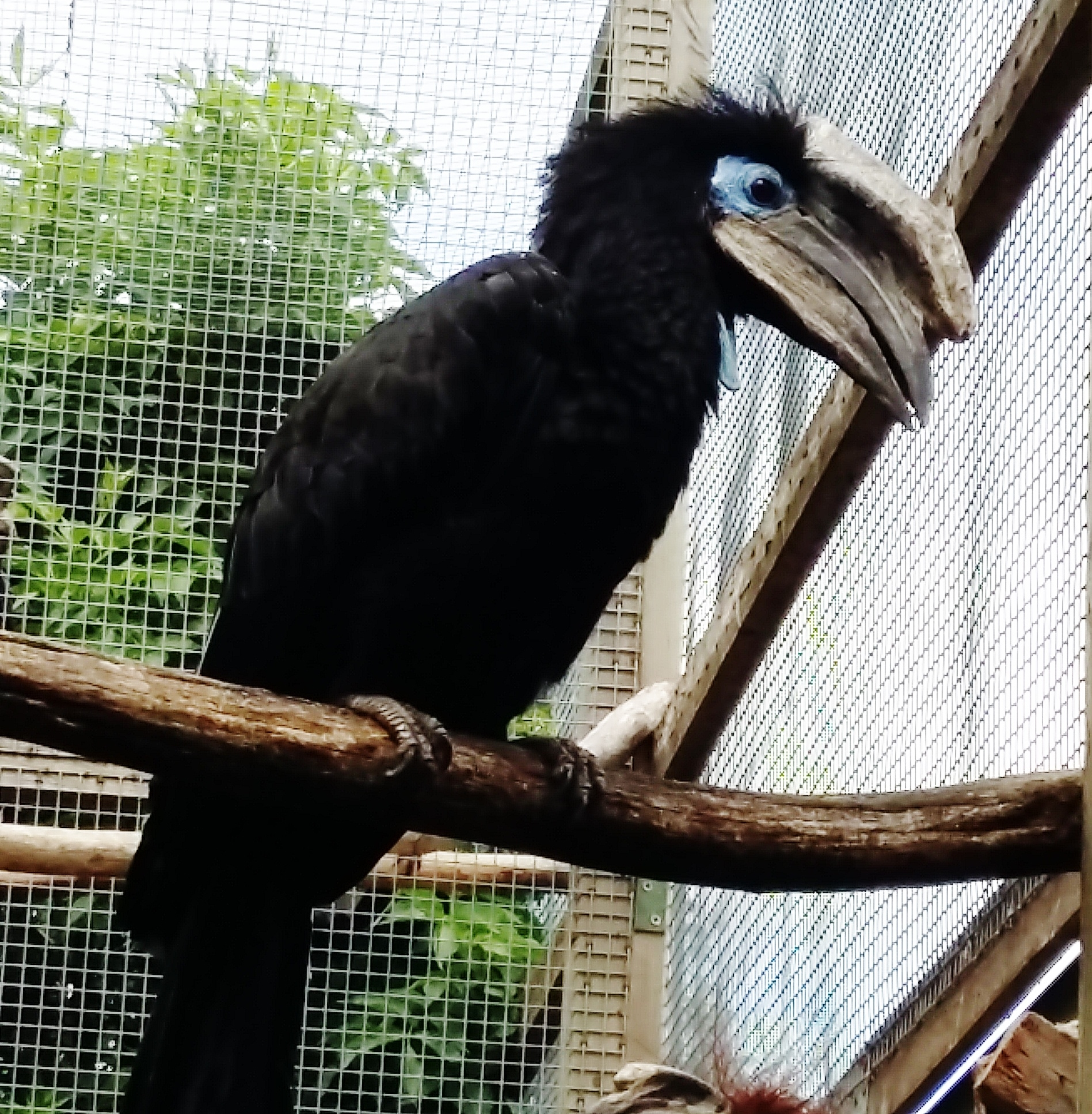
Keulenhornvogel

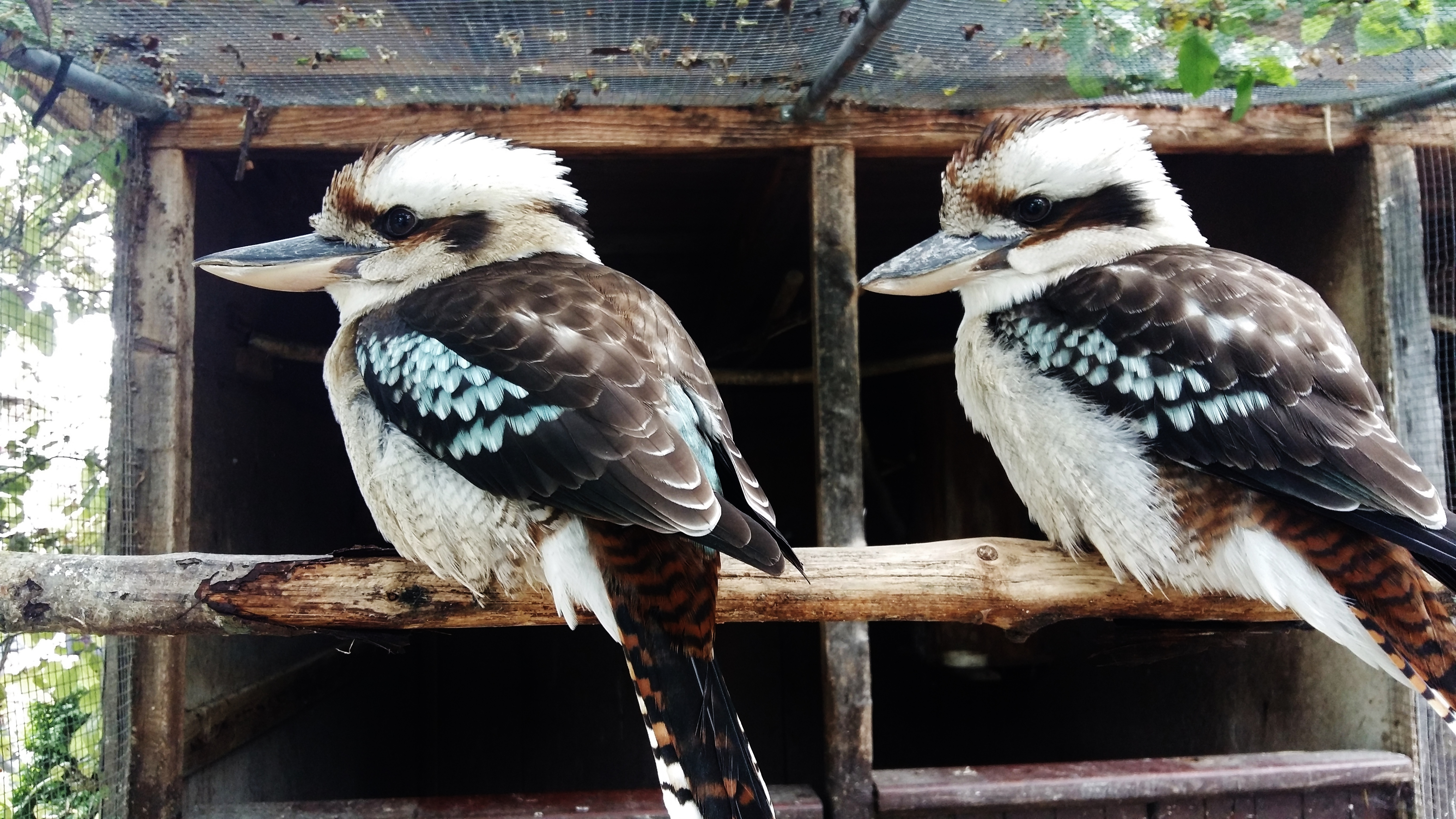
Lachender Hans
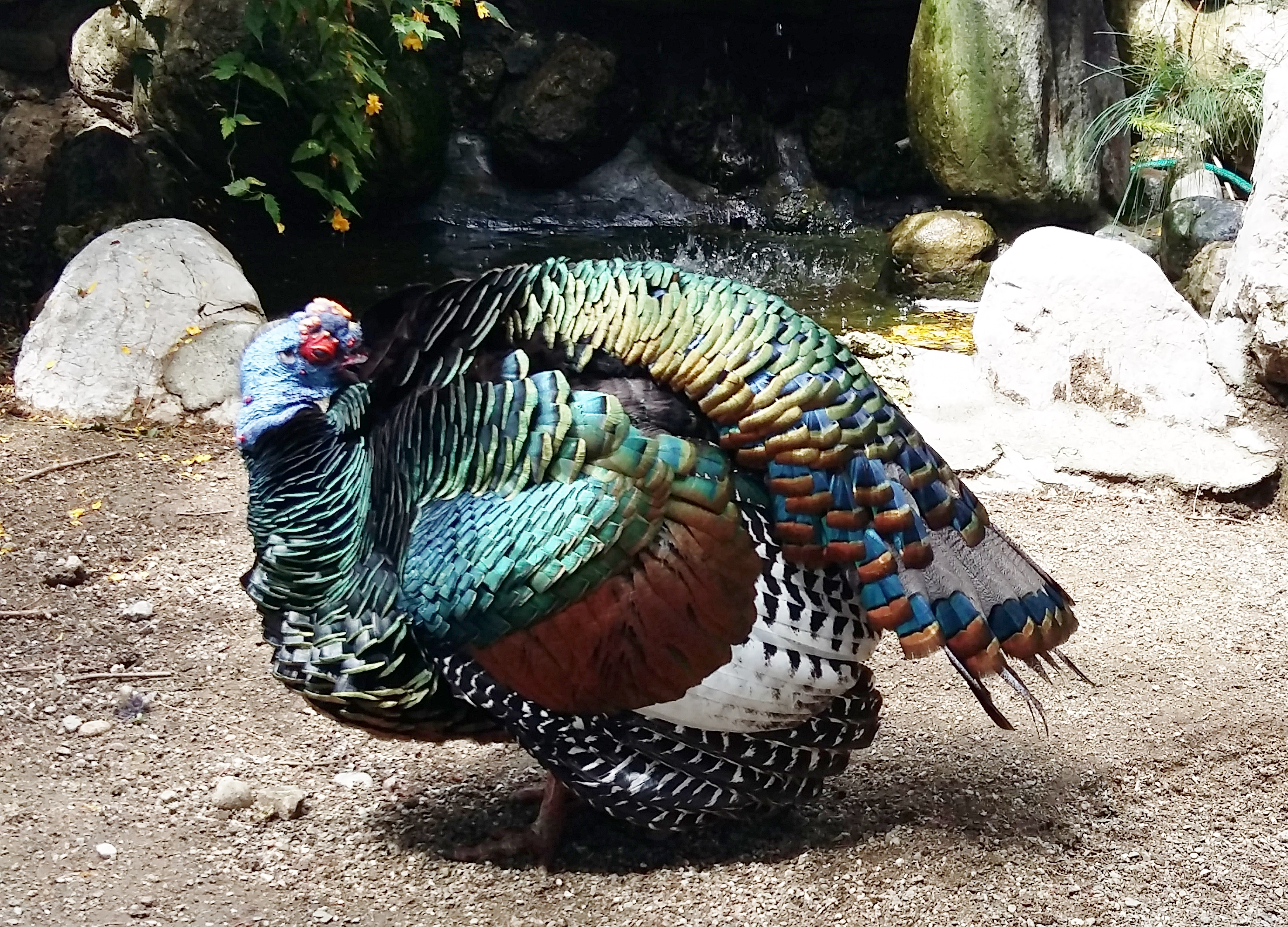
Pfauentruthuhn
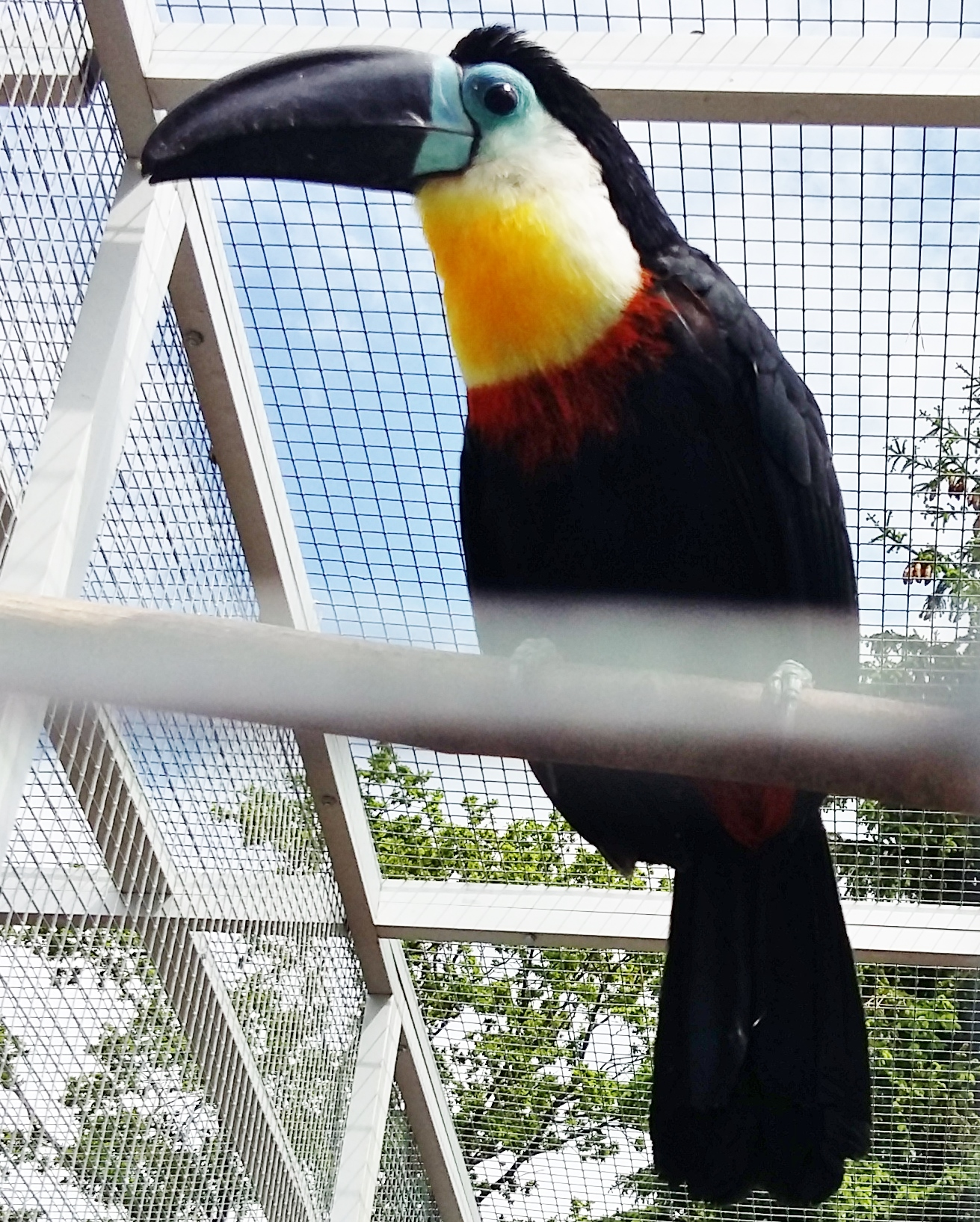
Dottertukan
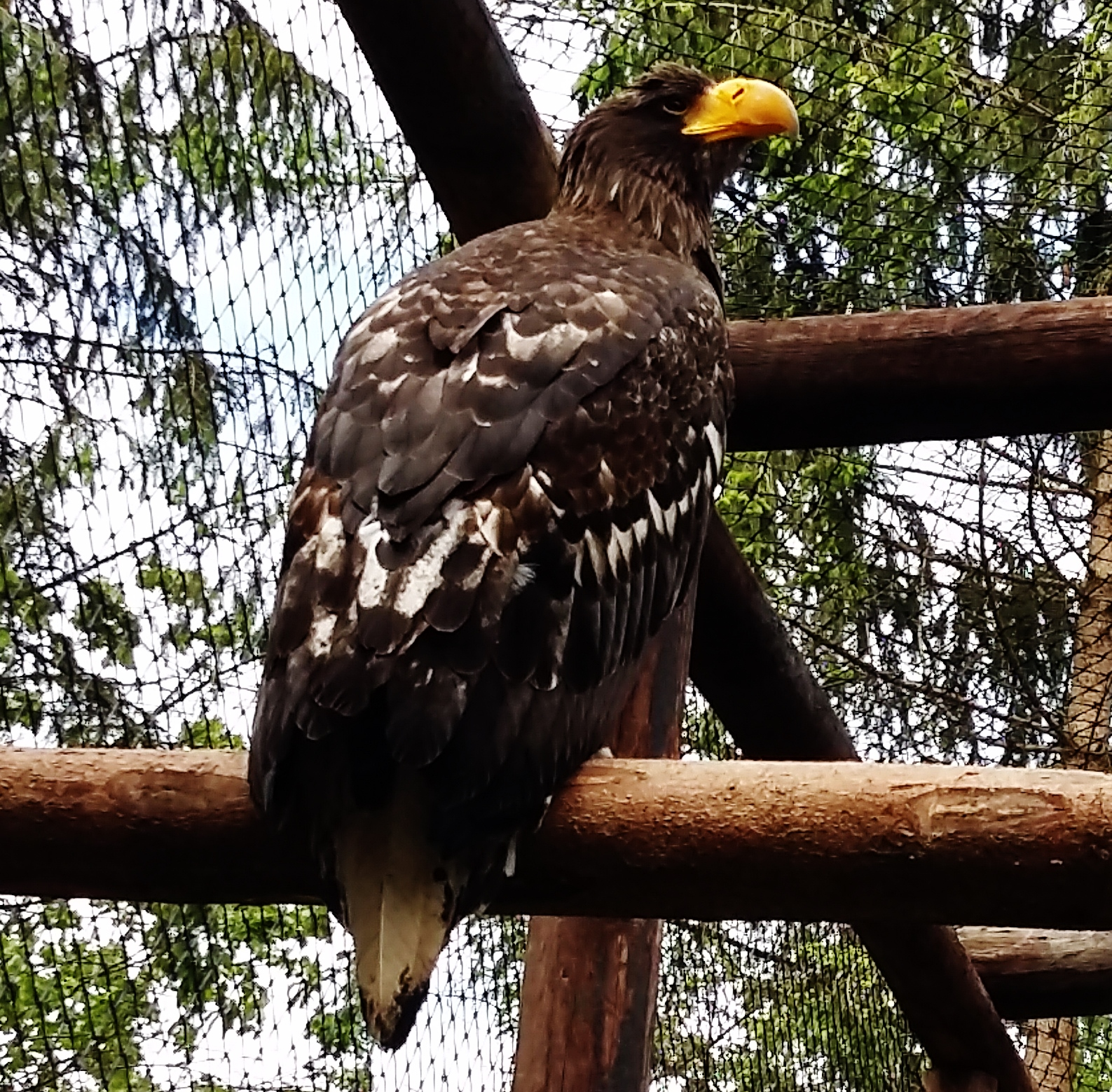
Riesenseeadler
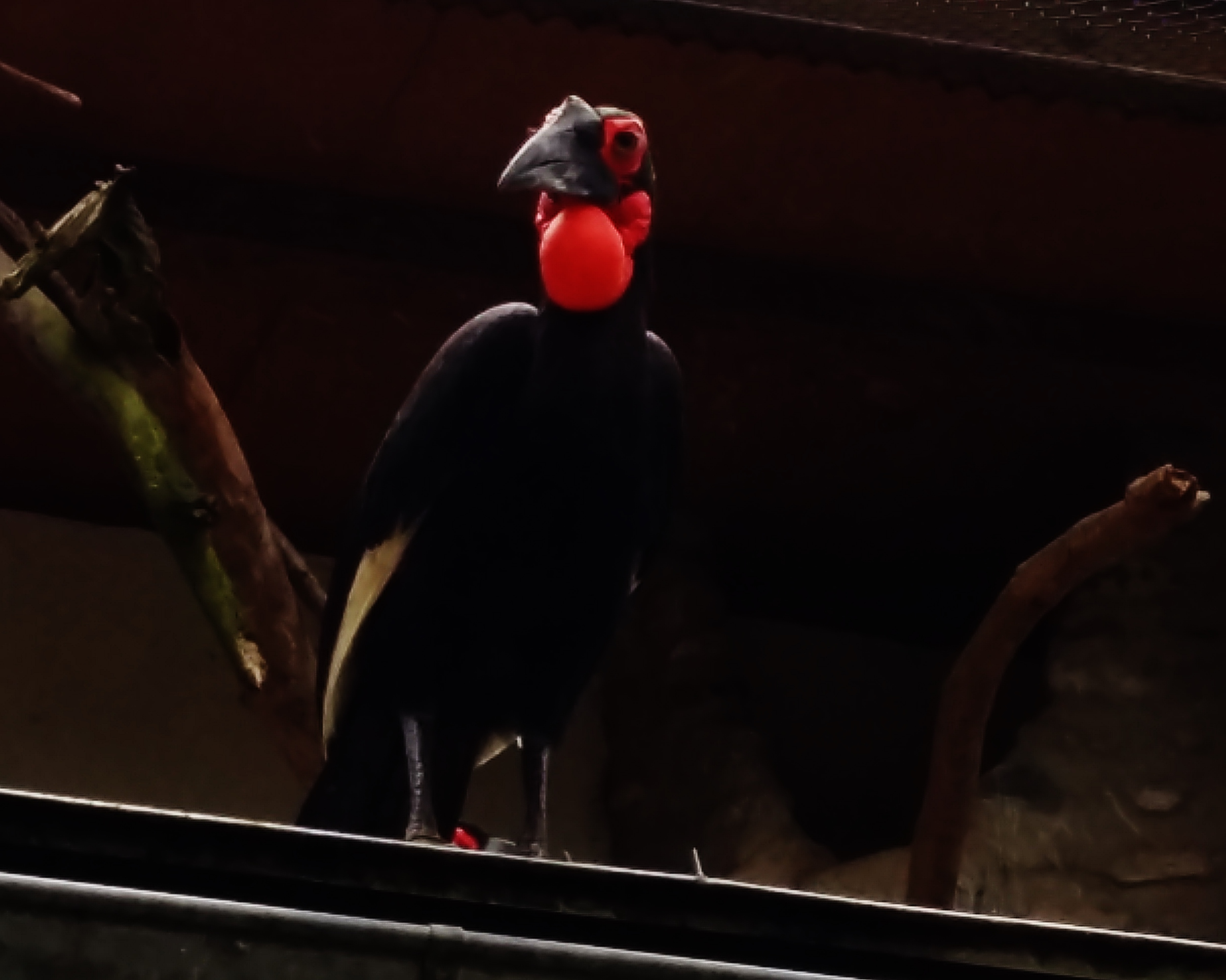
Kaffern-Hornrabe
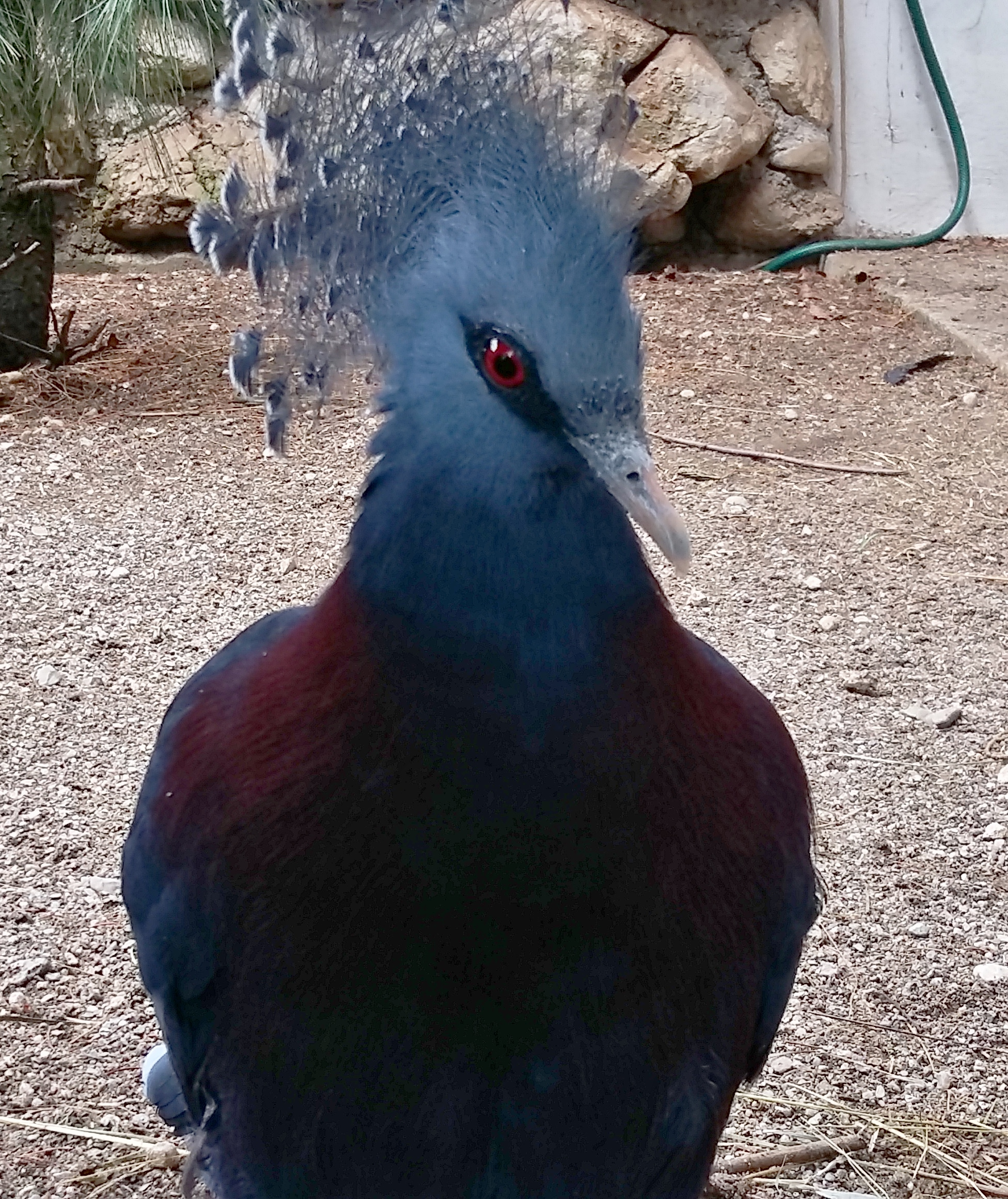
Fächertaube